# Geoffrey Blancaneaux
Geoffrey Blancaneaux (* 8. August 1998 in Paris) ist ein französischer Tennisspieler.

## Karriere
Als Junior gewann Blancaneaux 2016 den Einzeltitel bei den French Open. Im Finale bezwang er den Kanadier Félix Auger-Aliassime mit 1:6, 6:3, 8:6. In der Junioren-Weltrangliste war sein bestes Ergebnis ein 5. Rang.
Seit Blancaneaux Ende 2016 zu den Profis wechselte, spielt er hauptsächlich auf der Future und Challenger Tour. Auf der drittklassigen Future Tour konnte er bisher vier Einzel- sowie einen Doppeltitel gewinnen.
Sein Grand-Slam-Debüt feierte er 2017 im Mixedbewerb der French Open. An der Seite von Myrtille Georges verloren sie gegen Elina Switolina und Artem Sitak klar in zwei Sätzen. Dank einer Wildcard für das Einzelfeld startete Blancaneaux 2017 bei den US Open. Dabei verlor er in der ersten Runde mit 2:6, 2:6, 0:6 gegen Yūichi Sugita. Im Oktober konnte er erstmals in die Top 300 der Weltrangliste einziehen.
Im Juni 2018 gewann er in Lyon seinen ersten Titel auf der Challenger Tour. Gemeinsam mit seinem Landsmann Elliot Benchetrit erhielt er eine Wildcard für das Doppelfeld. Dort schlugen sie im Finale das viertgesetzte Duo Hsieh Cheng-peng und Luca Margaroli in drei Sätzen.

## Erfolge
| Legende (Anzahl der Siege)  |
| Grand Slam                  |
| ATP World Tour Finals       |
| ATP World Tour Masters 1000 |
| ATP World Tour 500          |
| ATP World Tour 250          |
| ATP Challenger Tour (8)     |

### Einzel

#### Turniersiege
| Nr. | Datum             | Turnier     | Belag     | Finalgegner     | Ergebnis      |
| --- | ----------------- | ----------- | --------- | --------------- | ------------- |
| 1.  | 12. Dezember 2021 | Maia        | Sand (i)  | Tseng Chun-hsin | 3:6, 6:3, 6:2 |
| 2.  | 3. März 2024      | Neu-Delhi   | Hartplatz | Coleman Wong    | 6:4, 6:2      |
| 3.  | 23. Februar 2025  | Brazzaville | Sand      | Calvin Hemery   | 6:3, 6:4      |

### Doppel

#### Turniersiege
| Nr. | Datum            | Turnier      | Belag         | Partner           | Finalgegner                      | Ergebnis          |
| --- | ---------------- | ------------ | ------------- | ----------------- | -------------------------------- | ----------------- |
| 1.  | 16. Juni 2018    | Lyon         | Sand          | Elliot Benchetrit | Hsieh Cheng-peng Luca Margaroli  | 6:3, 4:6, [10:7]  |
| 2.  | 9. April 2022    | Sanremo      | Sand          | Alexandre Müller  | Flavio Cobolli Matteo Gigante    | 4:6, 6:3, [11:9]  |
| 3.  | 17. Juli 2022    | Iași         | Sand          | Renzo Olivo       | Diego Hidalgo Cristian Rodríguez | 6:4, 2:6, [10:6]  |
| 4.  | 9. Juni 2024     | Heilbronn    | Sand          | Romain Arneodo    | Jakob Schnaitter Mark Wallner    | 7:65, 5:7, [10:3] |
| 5.  | 19. Oktober 2024 | Saint-Brieuc | Hartplatz (i) | Gabriel Debru     | Jakub Paul Matěj Vocel           | 3:3 aufgg.        |

## Abschneiden bei Grand-Slam-Turnieren

### Einzel
| Turnier         | 2016 | 2017 | 2018 | 2019 | 2020 | 2021 | 2022 | 2023 | 2024 | 2025 | Karriere |
| --------------- | ---- | ---- | ---- | ---- | ---- | ---- | ---- | ---- | ---- | ---- | -------- |
| Australian Open | —    | —    | —    | —    | —    | —    | Q1   | Q1   | Q1   | —    | —        |
| French Open     | Q2   | Q1   | Q2   | Q3   | Q1   | —    | 1    | Q3   | Q3   | Q3   | 1        |
| Wimbledon       | —    | —    | —    | —    |      | —    | Q1   | Q1   | —    |      | —        |
| US Open         | —    | 1    | —    | —    | —    | —    | Q3   | Q1   | —    |      | 1        |

Zeichenerklärung: S = Turniersieg; F, HF, VF, AF = Einzug ins Finale / Halbfinale / Viertelfinale / Achtelfinale; 1, 2, 3 = Ausscheiden in der 1. / 2. / 3. Hauptrunde; Q1, Q2, Q3 = Ausscheiden in der 1. / 2. / 3. Qualifikationsrunde; nicht ausgetragen